# Władimir Tichonow (aktor)
Władimir Wiaczeławowicz Tichonow (ros. Влади́мир Вячесла́вович Ти́хонов, ur. 15 lutego?/28 lutego 1950 w Moskwie, zm. 11 czerwca 1990 tamże) – radziecki aktor filmowy i teatralny. Zasłużony Artysta RFSRR (1983). Syn aktorów Wiaczesława Tichonowa i Nonny Mordiukowej. Ukończył Studium Teatralne im. Szczukina. Został pochowany na Cmentarzu Kuncewskim w Moskwie.

## Wybrana filmografia
- 1968: Żurawica (Журавушка)
- 1971: Młodzi zakochani (Молодые) jako Wadim
- 1971: Barwy ziemi (Русское поле)
- 1978: Wersja pułkownika Zorina (Версия полковника Зорина)
- 1980: Santa Esperanza (Санта Эсперанса)
- 1982: Groźna banda (Захват)